# Сливяк, Владимир Владимирович
Владимир Владимирович Сливяк (род. 30 июля 1973, Калининград, РСФСР, СССР) — российский и немецкий экологический активист, эксперт по атомной энергетике, сопредседатель общественной экологической организации «Экозащита!». Лауреат премии «За правильный образ жизни».

## Биография
Владимир Сливяк родился в 1973 году в Калининграде.
С шестнадцатилетнего возраста заинтересовался экологией. Первая его кампания была против загрязнения Калининградского целлюлозно-бумажного завода сбрасывающего химические отходы в реку. В 1989 году Владимир Сливяк соучредил общественную экологическую организацию «Экозащита!» в Калининграде.
В 1994 году он смог добиться вывода из эксплуатации атомной электростанции в Литве. В 1998 его организация остановила пересылку отработанного АЭС топлива из Болгарии в Россию. Владимир Сливяк стал первым, кто обратил внимание на опасность транспортировки обеднённого урана из Германии в Россию. С 2012 по 2015 год он преподавал экологическую политику в Высшей школе экономики. В 2014 году Владимир Сливяк выпустил фильм «На угле» про негативное влияние угля на природу Кузбасса.
В 2012 году издал книгу «От Хиросимы до Фукусимы» с анализом причины и последствий аварии АЭС «Фукусима-Дайчи» в 2011 году. В 2013 году «Экозащита!» стала единственной в РФ организацией, начавшей кампанию против угольной энергетики. На следующий год, благодаря усилиям Сливяка остановили строительство атомной электростанции в Калининграде. В середине 2014 года организации «Экозащита!» первой в России выдали статус иностранного агента.
В 2020 году Владимир Сливяк опубликовал экологический доклад на 50 страниц: «Гонка по нисходящей» про экологию, заболеваемость и смертность на Кузбассе. В 2021 году Владимир Сливяк совместно с коллегами получил шведскую премию «За правильный образ жизни».
Владимир Сливяк смог остановить проект строительства российских атомных электростанций в Южной Африке.
28 июня 2024 года Минюст РФ ликвидировал «Экозащиту».
9 января 2025 года Сливяк повёрг критике продолжающийся импорт урана из России в Германию, а запланированное участие «Росатома» в создании топлива на немецком заводе в Лингене назвал «крайне тревожными сигналами», так как государственная корпорация «Росатом» «глубоко вовлечена в войну в Украине».
25 апреля 2025 года включён Министерством юстиции РФ в список «иноагентов».

## Критика
Генеральный директор Центра экологических инвестиций Михаил Юлкин: 

Всегда с интересом читаю его материалы и комментарии. Это профессионально, точно, своевременно и бескомпромиссно. В них есть критика, подчас довольно жесткая, но нет критиканства, огульных и безосновательных обвинений. Это всегда попытка объективно разобраться и найти лучшее, устойчивое решение

## Публикации
- Владимир Сливяк. От Хиросимы до Фукусимы. — М.: Эксмо, 2012. — 256 с. — ISBN 978-5-699-52137-1.

## Награды
- Премия «За правильный образ жизни» (2021)[1] — «как защитник окружающей среды и вдохновитель гражданского движения против использования угля и ядерной энергии в России»[10]